# Сиро-римский судебник
Сиро-римский судебник — свод светских законов, составленный в Византии первоначально на греческом языке в промежутке с конца V по VIII век. Изначальная версия судебника полностью утрачена, он сохранился только в переводе на сирийский. Оригинальным же языком большинства законов, включённых в состав судебника, был латинский, как и большинства законов римского права.
Наибольшее количество историков самую раннюю из рукописей переведённого закона, находящуюся ныне в Британской библиотеке, датируют концом V — началом VI века. Впрочем, ряд историков считает, что её создали позже, около VIII века. В XX веке удалось обнаружить более поздние списки, каждая из которых была создана в промежутке между XIII—XVII веками. У одной из них составителем указан некий Амвросий, современник императора Валентиниана III, однако эта информация недостоверна. Сохранились арабский и армянский переводы, сделанные с сирийского, а также грузинский перевод XVIII века, сделанный с армянского языка. Предпоследний ряд исследователей приписывает Нерсесу Ламбронаци, датируя 1197 годом (хотя существуют и другие его датировки). Все эти версии немного различаются по объёму. Сборник был очень популярен среди христиан в бывших восточных римских землях после арабских завоеваний, и сегодня эти рукописи хранятся в различных восточных православных, древневосточных православных и восточнокатолических церквях.
Содержание работы несистематично: свод включает в себя даже законы, устаревшие уже в V веке. Долгое время считалось, что это смесь реального имперского права и местных восточно-римских обычаев, но после публикации критического издания 2002 года эта точка зрения стала несостоятельной. Теперь в научной среде общепризнано, что это сборник официальных юридических текстов (часто в пересказе) с комментариями (включая вымышленные случаи), предназначенный для использования в восточных юридических школах, таких как Беритская правовая школа. Лишь некоторые дидактические пояснения содержат свидетельства влияния на сборник местных обычаев. В сборнике законов около 160 текстов. Они включали судебные решения восточной империи, особенно те, которые основали выдающиеся юристы II и III веков, а также краткие тематические трактаты. Здесь же содержаться статуты нескольких императоров V века, и поздние переписчики иногда стремились повысить авторитет работы, называя её сборником законов Константина I, Феодосия I (или II) и Льва I. Хотя в сборнике рассматриваются уголовное и публичное право, основное внимание в сиро-римском судебнике уделено частному праву, особенно семейному (наследование, брак, приданое, отцовская власть и рабовладение). Из-за такой направленности в науке существует предположение о том, что судебник предназначен для использования в епископальных судах, где подобные вещи составляли бы основную часть рассматриваемых дел, однако это в лучшем случае является предположением, так как изначальная направленность работы остаётся неизвестной.
Судебник оказал значительное влияние на уголовное право исламских стран, в особенности Леванта. В частности он устанавливал смертную казнь за однополые половые акты.

## Критические издания
- The Syro-Roman lawbook : the Syriac text of the recently discovered manuscripts accompanied by a facsimile edition and furnished with an introduction and translation :  [англ.] / translated from Syriac, intoduction and annotated by Arthur Vööbus. — Stockholm : ETSE, 1982. — (Toimetused (Eesti Usuteadlaste Selts Paguluses) ; Bd. 36). — OCLC 13357172.
- Das Syrisch-römische Rechtsbuch :  [нем.] / eingeleitet, herausgegeben, deutsch übersetzt und kommentiert von Walter Selb[нем.], Hubert Kaufhold[нем.]. — Wien : Verlag der Österreichischen Akademie der Wissenschaften, 2003. — (Veröffentlichungen der Kommission für antike Rechtsgeschichte). — ISBN 3-7001-3007-4.